# Brandon Starc
Brandon Starc, född 24 november 1993, är en friidrottare från Australien. Han deltog vid olympiska sommarspelen 2016 och olympiska sommarspelen 2020.